# Jeschajahu Leibowitz

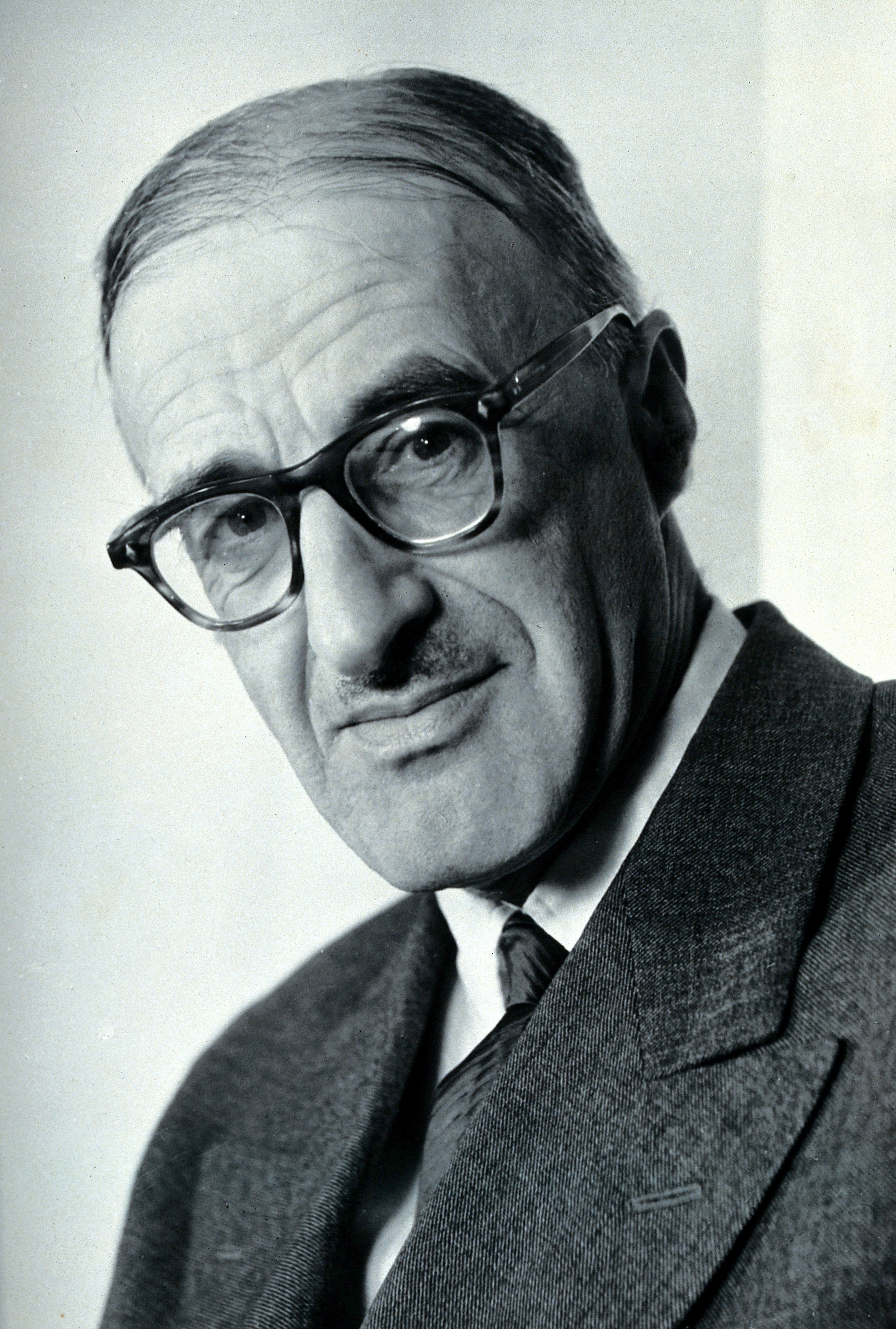
Jeschajahu Leibowitz

Jeschajahu Leibowitz (hebräisch ישעיהו ליבוביץ, auch Yeshayahu; geboren am 29. Januar 1903 in Riga, Russisches Kaiserreich; gestorben am 18. August 1994 in Jerusalem, Israel) war ein israelischer Naturwissenschaftler, Mediziner und Religionsphilosoph. Er lehrte fast sechs Jahrzehnte lang an der Hebräischen Universität Jerusalem und hielt Vorlesungen in Biochemie, Neurophysiologie, Philosophie und Wissenschaftsgeschichte. Er war Herausgeber der Encyclopaedia Hebraica und veröffentlichte Bücher über Religion, Ethik, Philosophie, Geschichte und Wissenschaft.
Als Zionist und orthodoxer Jude ist Leibowitz für seine religionsphilosophischen Schriften und für seine scharfe Kritik an der israelischen Politik bekannt geworden. Er warnte davor, dass der Staat Israel und der Zionismus heiliger geworden seien als die jüdisch-humanistischen Werte, und beschrieb das israelische Verhalten in den besetzten palästinensischen Gebieten als jüdisch-nationalsozialistisch im Charakter, während er gleichzeitig vor der entmenschlichenden Wirkung der Besatzung auf die Opfer und Besetzer warnte. Er prägte den Begriff „Judäo-Nazis“ (hebräisch מנטליות "יהודונאצית" mentaliut jehudonatsit) für unmenschliche israelische Siedler und Soldaten in den besetzten Gebieten.

## Leben
Jeschajahu Leibowitz stammte aus einer großbürgerlichen jüdisch-zionistischen Familie. Seine Eltern waren Mordechai Kalman und Frieda Leibowitz. In der Familie wurde Deutsch gesprochen, auf der Straße Jiddisch und in der Schule Russisch. Gleichzeitig lernte er als Kind Hebräisch und Französisch; das sei im Umfeld seiner Familie der Normalfall gewesen.:264 Seine Schwester und er erhielten Privatunterricht; erst später besuchte er das allgemeine Gymnasium in Riga.
Während des Russischen Bürgerkriegs 1919 verließ die Familie Leibowitz Riga, und zog, wie viele andere baltische Juden, ins Deutschland der Weimarer Republik nach Berlin. In Berlin studierte Leibowitz Chemie an der Friedrich-Wilhelms-Universität Berlin. Seine akademischen Lehrer waren Fritz Haber, Walther Nernst, Otto Fritz Meyerhof und Otto Warburg. 1924 promovierte er in Chemie (an der philosophischen Fakultät). Auf Empfehlung seiner Professoren erhielt er die preußische Staatsbürgerschaft.

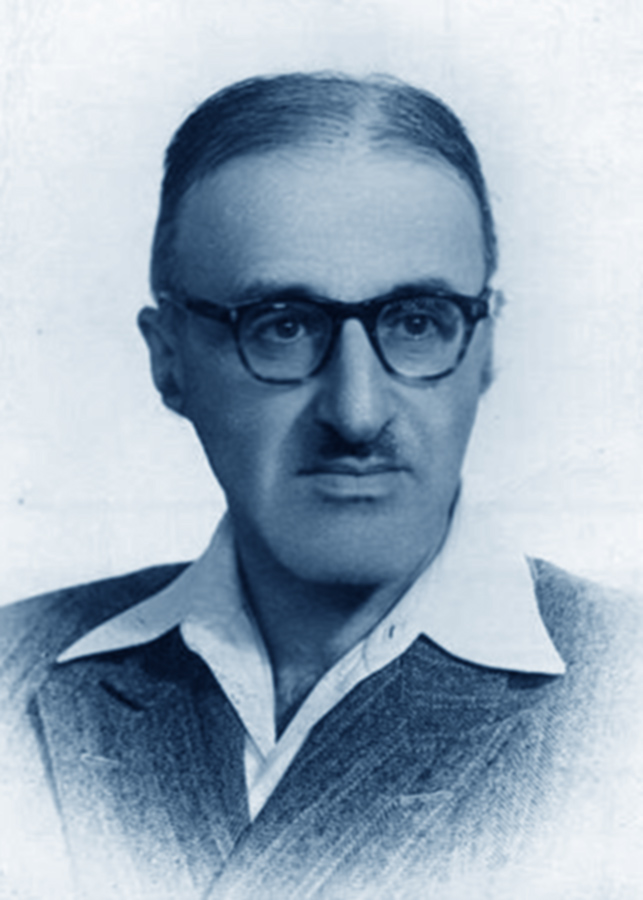
Leibowitz in den 1930er Jahren

Von 1926 bis 1930 war er als Biochemiker Assistent am Kaiser-Wilhelm-Institut in Berlin, später an der Universität Köln. Ab 1929 studierte er Medizin in Köln und Heidelberg. Nach seiner Heirat mit Grete Leibowitz (geb. Winter) 1931 wechselte sie nach Heidelberg, wo sie 1933 promovierte. 1934 habilitierte er sich in Basel in Medizin, denn nach der Machtergreifung der Nationalsozialisten war das für ihn als Juden in Berlin nicht mehr möglich. Noch im selben Jahr wanderte das Ehepaar in das Völkerbundsmandat für Palästina aus.

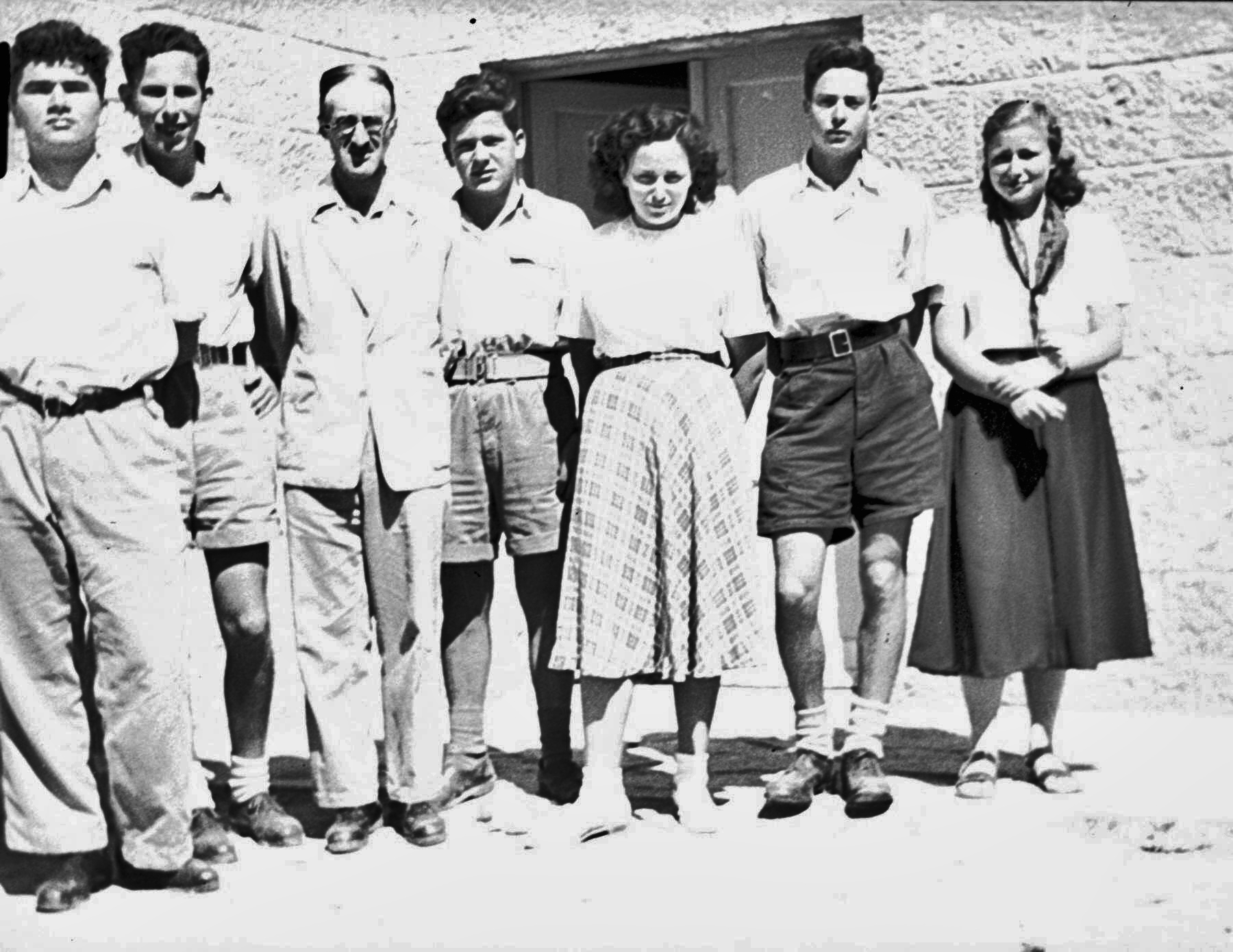
Leibowitz (Dritter von links) mit Studenten an der Tichon Beit Hakerem, 1947

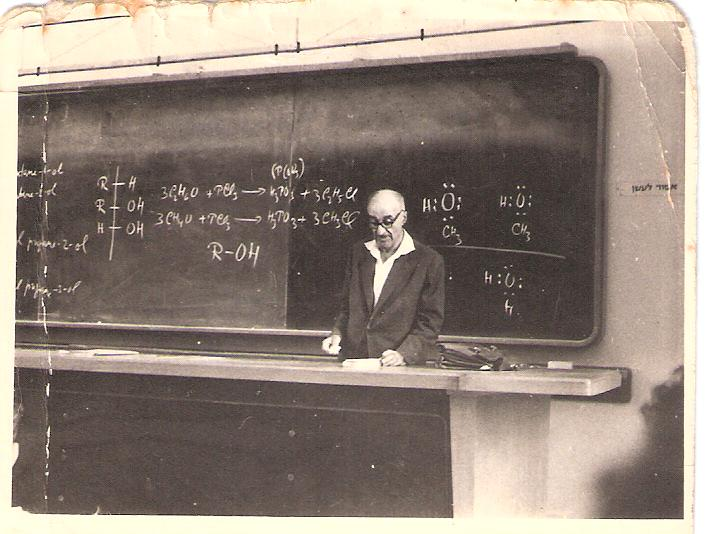
Leibowitz im Hörsaal, um 1964

1936 trat er in die Hebräische Universität Jerusalem ein, erhielt dort 1941 einen Lehrstuhl für Biochemie und wurde 1952 zum ordentlichen Professor für organische Chemie und Neurophysiologie berufen. 1970 wurde er pensioniert, lehrte aber weiterhin Philosophie und Wissenschaftsgeschichte in Jerusalem.
Von Anfang an arbeitete Leibowitz als Redakteur an der Encyclopaedia Hebraica mit und wurde 1953 deren Chefredakteur. Grete Leibowitz arbeitete als Lehrerin und Übersetzerin seiner Schriften und war ab den 1960er Jahren auch Sekretärin der Encyclopaedia Hebraica.
Neben zahlreichen Büchern über Philosophie, Politik und die Schriften von Maimonides veröffentlichte er Hunderte von Artikeln und Essays. Einige seiner Vorträge wurden zunächst im Rahmen der „Offenen Universität“ des Radios der israelischen Armee gesendet und später als Buch veröffentlicht.
Der 1933 in Berlin geborene israelische Journalist und Politiker Michael Shashar, Sekretär von Mosche Dajan und Generalkonsul in New York, Sohn eines Jugendfreundes von Leibowitz aus der Studienzeit in Deutschland, führte 1987 ein längeres Interview mit Leibowitz, das er in Buchform herausgab und das 1990 unter dem Titel Gespräche über Gott und die Welt auch in deutscher Sprache erschien.
1993 sollte Leibowitz den Israel-Preis erhalten. Als sich zeigte, dass der damalige Premierminister Jitzchak Rabin sich weigern würde, an der Zeremonie teilzunehmen, wies Leibowitz den Preis zurück.
Leibowitz’ jüngere Schwester, Nechama Leibowitz, war eine bekannte Bibelwissenschaftlerin; der bedeutende polnisch-französische Komponist, Musiktheoretiker und Dirigent René Leibowitz war sein Cousin.
Als Jeschajahu Leibowitz 1994 mit 91 Jahren gestorben war, nannte Präsident Ezer Weizmann ihn „eine der größten Persönlichkeiten im Leben des jüdischen Volkes und des Staates Israel in den letzten Generationen“ und fügte hinzu, dass er „für viele in Israel das spirituelle Gewissen“ gewesen sei.

## Religiöse Positionen
Jeschajahu Leibowitz war in seinem Denken stark von Maimonides geprägt, außerdem von der jüdischen Orthodoxie litauischer Prägung.

„Die mündliche Tora ist einerseits ohne Zweifel ein menschliches Produkt, andererseits akzeptieren wir sie als die göttliche Tora; die Tora, die wir selbst geschrieben haben, ist die göttliche Tora!“

Grundlegend war für ihn die Selbstverpflichtung zum Tun der Mitzwot, und zwar um ihrer selbst willen. Daraus zog er Konsequenzen, die ihn in Gegensatz zu chassidischen Positionen brachten, aber auch zum liberalen Judentum:
- Das Gebet ist eine Mitzwa; das Gebet um seiner selbst willen zu verrichten, bedeutet, darauf zu verzichten, mit Beten den Lauf der Welt oder das persönliche Schicksal ändern zu wollen.[4]:255 Das Gebet sei kein „emotionaler Sport“. Wie der Opferkult im Tempel, so sei das Gebet nach Zerstörung des Tempels ein „Formalismus der Gottesverehrung“.[4]:157

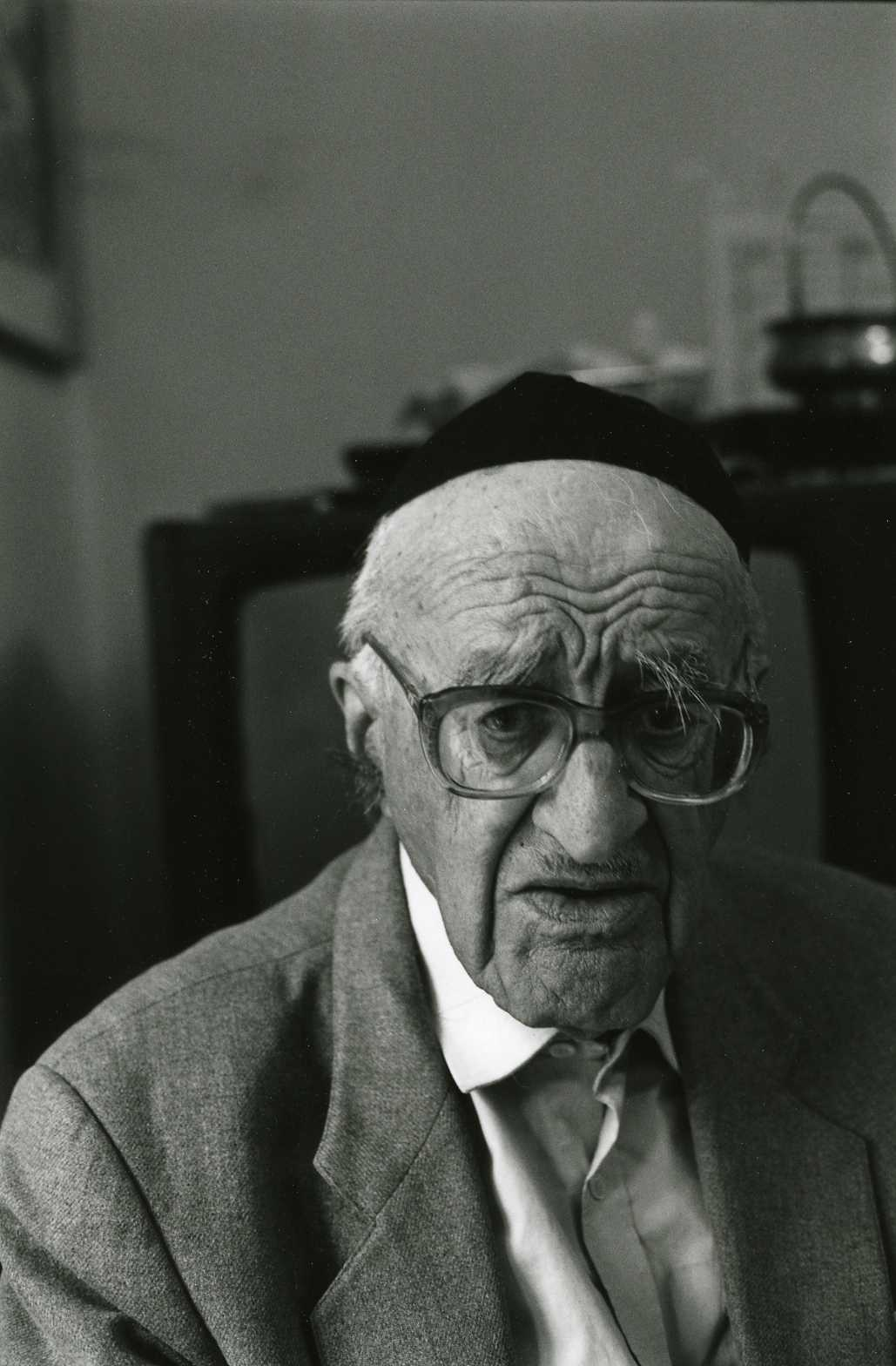
Leibowitz fotografiert von Bracha Ettinger

- Die Speisegesetze und andere Regeln der Alltagsgestaltung sollen um ihrer selbst willen befolgt werden, sie haben medizinisch keine Relevanz.[4]:166
- Die Mitzwa des Torastudiums soll auch strikt um ihrer selbst willen ausgeübt werden, also ohne Bezahlung oder Freistellung von irgendwelchen Pflichten. Der Jude, der sich nach Feierabend mit der Tora befasst und nur zu einem oberflächlichen Verständnis gelangt, übt diese Mitzwa mehr aus als der Jeschiwastudent, der zu einem profunden Wissen gelangt ist, aber keinem Broterwerb nachgeht. Orthodoxen Frauen sollte das Torastudium offenstehen, da es ein wesentlicher Aspekt jüdischen Lebens ist. Das liberale Judentum disqualifiziert sich in Leibowitz’ Sicht durch seinen selektiven Umgang mit der Halacha: „Was ist der Unterschied zwischen einem Menschen, der niemals in die Synagoge gegangen ist und niemals gehen wird, und einem Menschen, der eine Synagoge ausdrücklich gegen die halachischen Vorschriften baut?“[4]:162

Leibowitz engagierte sich im interreligiösen Gespräch mit Christen und hielt im Theologischen Studienjahr Jerusalem 1976/1977 Vorlesungen. Er machte aber keinen Hehl daraus, dass er das Christentum ablehnte bzw. „tief verachtete“.:87–88 Das Christentum sei eine Religion ohne Mitzwot, ja, es habe das Tun der Mitzwot als Gesetzlichkeit bekämpft.
Leibowitz erkannte in der Ausbreitung einer neuen, messianischen Ideologie unter den jüdischen Israelis ein Grundproblem: Nationalistische, religiöse Juden, die der Idee eines Großisrael anhingen und Araber nicht als gleichwertige Menschen betrachteten, würden auch in Zukunft einen dauerhaften Frieden verhindern. Er urteilte unmissverständlich und nannte diese Nationalisten „Judeo-Nazis“.:12
Als überzeugter Verfechter der Trennung von Staat und Religion argumentierte er, dass die Vermischung von Religion und Politik in Israel den Glauben korrumpiere. Er verurteilte die Verehrung jüdischer Heiligtümer und Rituale als Glücksbringer und bezeichnete die Klagemauer, eine beliebte Pilgerstätte, als „religiöse Disco“.

## Politische Ansichten
Leibowitz war als überzeugter Zionist 1934 nach Israel eingewandert. Schon vor der Staatsgründung 1948 setzte er sich für eine absolute Trennung von Religion und Staat ein. Mit großem Misstrauen stand er der Verbindung von Nationalismus und mystischem Denken bei so unterschiedlichen Personen wie dem Oberrabbiner von Palästina Abraham Isaak Kook und dem Historiker der jüdischen Mystik Gershom Scholem gegenüber. Die Idee, der Staat Israel, das Land oder die Armee seien „heilig“, wurde von ihm zurückgewiesen.
Obwohl er des Öfteren von Gegnern als „Antizionist“ bezeichnet wurde, bekräftigte er gegen Ende seines Lebens seine Parteinahme für die zionistische Idee.
Er entwickelte nach dem Qibya-Massaker vom 14./15. Oktober 1953 eine zunehmend kritischere Haltung gegenüber der israelischen Regierung. In seinen späteren Schriften verneinte er jegliche religiöse Bedeutung Israels und betonte wiederholt die seiner Ansicht nach notwendige Trennung von Religion und Staat.

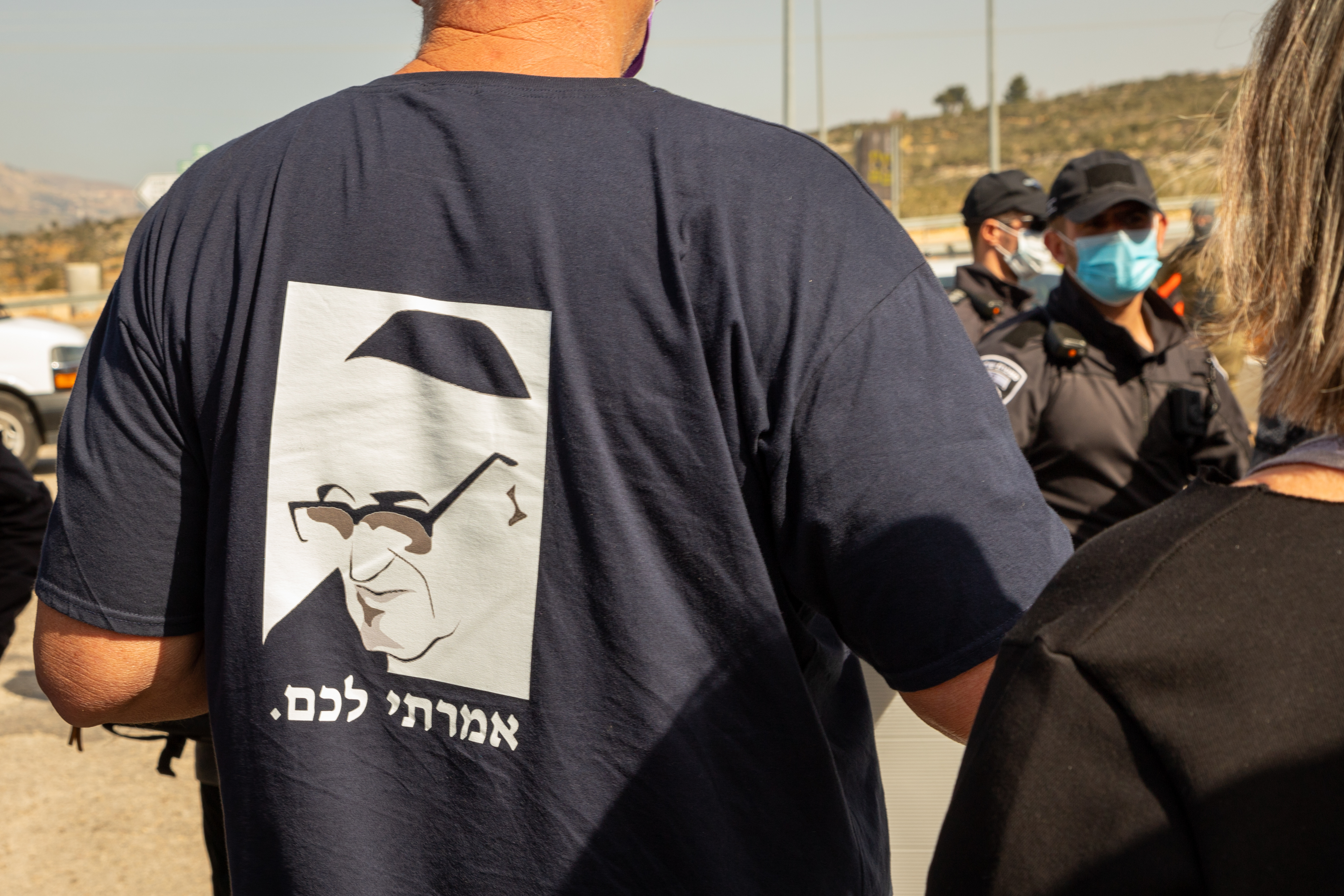
Räumung des illegalen Außenposten Eviatar auf palästinensischem Farmland nahe Nablus jüdische Siedler im Westjordanland. T-Shirt mit Leibowitz’ Silhouette und den Spruch „Ich hab’ (es) euch gesagt“ (2022)

In der Siegeseuphorie nach dem Sechstagekrieg von 1967, in dem Jitzchak Rabin Generalstabschef (Ramatkal) der Armee war, warnte Leibowitz, dass die anhaltenden Besetzung der Gebiete Israel zu einem Agenten der Unterdrückung machen würde und dessen Bürger in wachsender Zahl zur Überwachung der Palästinenser eingesetzt werden würden. Bereits 1968, nur wenige Monate nach dem spektakulären Sieg Israels über die drei Nachbarländer Ägypten, Jordanien und Syrien, schrieb er: „Der wichtigste Tag im Sechstagekrieg ist der siebte Tag.“ Am siebten Tag nämlich hätte sich die israelische Armee aus seiner Sicht aus den besetzten Gebieten – Ostjerusalem, Westjordanland und Gazastreifen – vollständig zurückziehen müssen.:11 Israel müsse sich „von diesem Fluch befreien, ein anderes Volk zu beherrschen“, sagte er und argumentierte, dass eine anhaltende israelische Gewaltherrschaft über die Palästinenser „eine Katastrophe für das jüdische Volk als Ganzes herbeiführen“ würde. Er unterstützte israelische Armeeangehörige, die sich weigerten, in den besetzten Gebieten zu dienen, und warnte davor, dass Soldaten Gefahr liefen, zu „jüdischen Nazis“ zu werden. Israelische Undercover-Einheiten, die dort flüchtende Palästinenser aufspürten und manchmal töteten, unterschieden sich nicht von Bewaffneten der militanten islamischen Gruppe Hamas.
Bezogen auf Folter in den besetzten palästinensischen Gebiete sagte er: „Wir wenden Folter an. Die Folter! Wir verwenden es mit der Genehmigung des Geschöpfs, das noch vor drei Jahren Präsident des Obersten Gerichtshofs des Staates Israel war. Eine Persönlichkeit, die in der Praxis wichtiger ist als der Staatspräsident oder der Premierminister und die den Einsatz von Folter, um arabische Gefangene zum Sprechen zu bringen, ausdrücklich legalisiert hat. Das meine ich mit jüdisch-nazistisch. Es gibt jüdische Nazis. Ich sehe eine Tatsache. Wenn ich meine Stimme erhebe, dann deshalb, weil die Leute es immer noch nicht wissen.“ Er sagte, wenn „das Gesetz... die Anwendung von Folter zulässt, um Geständnisse aus Gefangenen herauszuholen, dann zeugt dies von einer Nazi-Mentalität“.
Leibowitz hielt der israelischen Gesellschaft immer wieder das Zitat von Franz Grillparzer vor „Es führt ein Weg von der Humanität durch die Nationalität in die Bestialität“. „Diesen Weg ist das deutsche Volk in diesem Jahrhundert tatsächlich bis zu Ende gegangen, und eben diesen Weg haben wir 1967 betreten.“
In einem 1968 in der israelischen Tageszeitung Jedi’ot Acharonot erschienenen Aufsatz mit dem Titel The Territories schrieb er:

„Die Araber verwandeln sich in die Arbeiterklasse, und die Juden zu Administratoren, Inspektoren, Verwaltern und Polizisten – vor allem aber zu Geheimpolizisten. Ein Staat, der eine unfreundlich gesinnte, eineinhalb bis zwei Millionen fremde Menschen zählende Bevölkerung beherrscht, wird zwangsläufig zu einem Staat, der von einer Geheimpolizei beherrscht wird – mit all seinen Implikationen für die Bildung, die Redefreiheit und die Demokratie. Die korrumpierenden Kräfte jedes Kolonialregimes werden sich auch im israelischen Staat zeigen. Die Verwaltung wird mit der einen Hand den arabischen Aufstand unterdrücken, und mit der anderen sich arabischer Quislinge annehmen. Es bestehen auch gute Gründe für die Befürchtung, dass die Israelischen Verteidigungsstreitkräfte, die bis jetzt eine Volksarmee waren, als Resultat dieser Entwicklung sich in eine Besatzungsarmee verwandeln, degenieren, ihre Offiziere zu militärischen Verwaltern mutieren und sodann ihren Kollegen in anderen Nationen ähneln.“

Trotz seiner subversiven Äußerungen wurde er noch ein Jahr vor seinem Tod von der Armee gebeten, Vorträge vor den Truppen zu halten.

## Ehrungen
Nach langjährigen Diskussionen entschied die Stadt Herzlia 2011, eine Straße nach Jeschajahu Leibowitz zu benennen. Es war dies das erste Mal, dass ihn eine israelische Stadt auf diese Weise ehrte.
2014 wurde eine Straße in Jerusalem nach ihm benannt.

## Schriften (Auswahl)
- Vorträge über die Sprüche der Väter. Auf den Spuren des Maimonides. Context-Verlag, Obertshausen 1984; 2. Auflage 1999, ISBN 3-924072-03-5.
- Michael Shashar (Hrsg.): Jeshajahu Leibowitz. Gespräche über Gott und die Welt. insel taschenbuch Nr. it 1568, Frankfurt 1990, ISBN 3-458-33268-5.